# (5678) DuBridge
(5678) DuBridge es un asteroide perteneciente al cinturón de asteroides descubierto el 1 de octubre de 1989 por Eleanor F. Helin desde el Observatorio del Monte Palomar, Estados Unidos.

## Designación y nombre
Designado provisionalmente como 1989 TS. Fue nombrado DuBridge en homenaje a Lee Alvin DuBridge, destacado físico nuclear y expresidente del Instituto de Tecnología de California. DuBridge dio un ejemplo extraordinario de excelencia en la investigación científica y la administración de la ciencia. Entre sus muchos logros se incluyó el establecimiento y la dirección del laboratorio de radiación del Instituto Tecnológico de Massachusetts para el desarrollo del radar. En el campo de la ciencia, fue asesor clave de varios presidentes de EE. UU.

## Características orbitales
DuBridge está situado a una distancia media del Sol de 2,728 ua, pudiendo alejarse hasta 3,478 ua y acercarse hasta 1,979 ua. Su excentricidad es 0,274 y la inclinación orbital 34,09 grados. Emplea 1646,43 días en completar una órbita alrededor del Sol.

## Características físicas
La magnitud absoluta de DuBridge es 13,9. Tiene 5,945 km de diámetro y su albedo se estima en 0,318. Está asignado al tipo espectral C según la clasificación SMASSII.